# Мансур-хан
Мансур-хан (чагат. مصور خان ابن عحمد خان‎; 1484—1544) — хан Восточного (1501—1522) и Центрального (1501—1504) Моголистана, а также Турфанского округа (1501—1544), старший хан Могульского ханства (1516—1544). Старший сын Султан-Ахмад-хана I.

## Биография
В 1501/2 году его отец Султан-Ахмад-хан I, отправляясь на помощь старшему брату Султан-Махмуд-хану I против Мухаммеда Шейбани, передал управление Восточным и Центральным Моголистаном, а также Турфанским округом Мансуру. Ставка Мансура располагалась в Турфане. 
В 1504 году после смерти Султан-Ахмад-хана I дуглаты во главе с мирзой Аба Бакром вытеснили Мансура из Центрального Моголистана и захватили г. Аксу. В 1508 году после убийства Султан-Махмуд-хана I Мансур вступил в борьбу за власть со своими братьями Султан-Халилом и Султан-Саидом. В том же году он разбил их в битве при Чарун-Чулане близ Алматы (Султан-Халил бежал в Фергану, где был убит по приказу Шейбани, а Султан-Саид отправился в Кабул) и утвердился в качестве единственного хана Моголистана, который включал в себя лишь Восточную часть, Турфан и Чалыш.

В 1516 году состоялась встреча Мансур-хана с братом Султан-Саид-ханом, который, завоевав к тому времени Кашгар, Яркенд и исконные земли дуглатов Манглай-Субе, создал на этой территории независимое ханство Мамлакат-и Моголийе. Султан-Саид-хан признал старшего брата верховным ханом, обязался чеканить монету с его именем и упоминать его в хутбе.

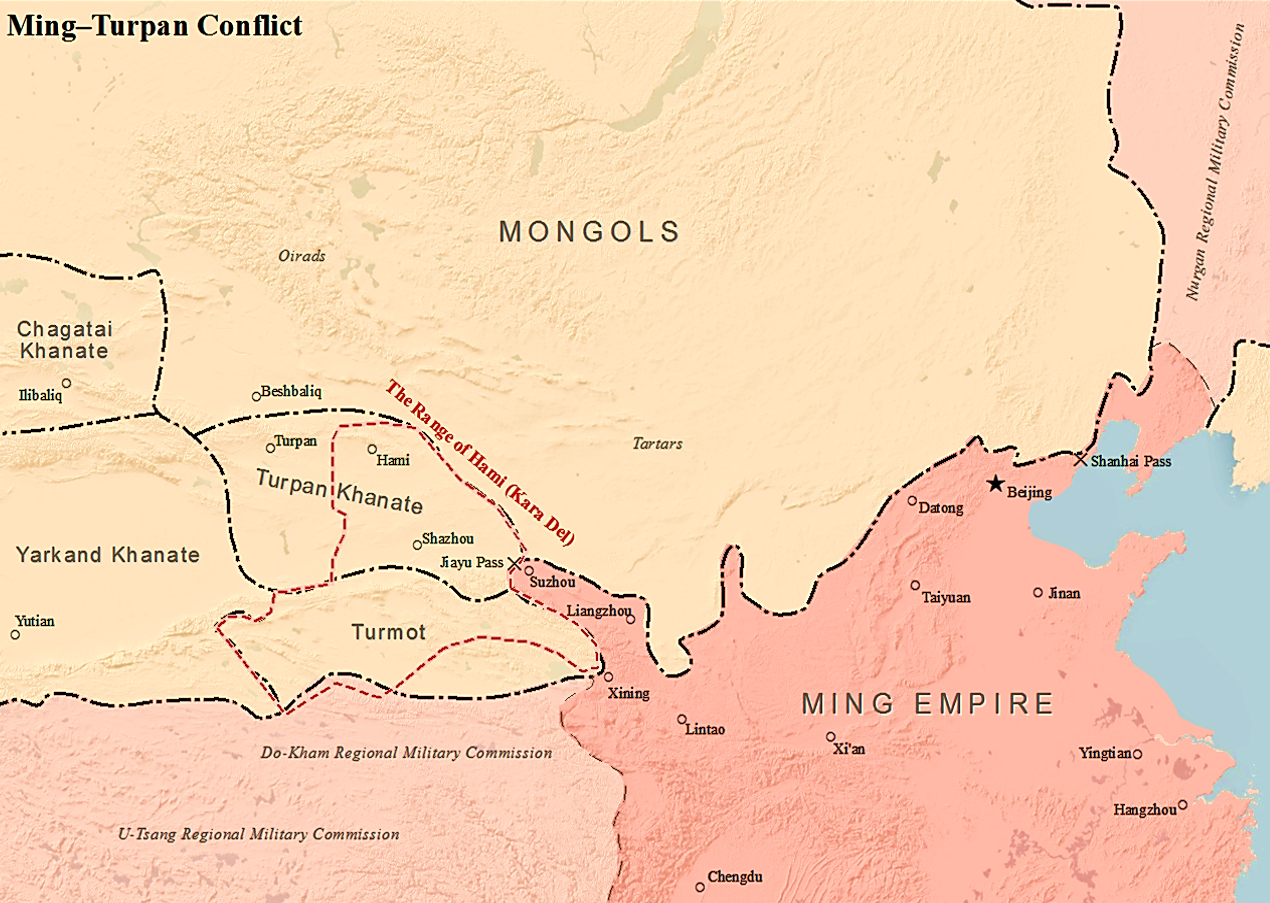
Минско-Турфанский конфликт

Во время войны турфанцев с Китаем Мин отразила многочисленные набеги турфанцев под руководством Мансура, объединившегося с монголами под предводительством Ибрагима, бежавшего от правителя Северной Юань Бату-Мункэ Даяна, из-за споров о дани. В 1517, 1524 и 1528 годах разгорелись сражения. Мины отвергли многие миссии по сбору дани с Турфана. Мансур попытался напасть на Китай в 1524 году с 20 000 человек, но был разбит китайскими войсками. Силы Мин отбили войска турфанцев и монголов от их набега на район Сучжоу. Китайцы отказались снять экономическую блокаду и ограничения, которые привели к сражениям, и продолжали ограничивать дань Турфана и торговлю с Китаем. Турфанцы также присоединили Хами.
В 1522 году откочевавшие из улуса мангытов узбек-казаки вытеснили его из Восточного Моголистана. В 30-х годах неоднократно безуспешно пытался отвоевать Аксу у Абд ар-Рашид-хана I. В 1542/3 г. Мансур-хан назначил наследником своего сына Шах-хана и фактически отошел от дел правления ханством, которое к этому моменту состояло только из Турфанского округа.